# José Frank Bermúdez
José Frank Bermúdez (Venezuela, 5 de junio de 1999) es un futbolista venezolano, que juega como centrocampista y su actual equipo es el Monagas SC de la Primera División de Venezuela. 

## Clubes
| Club       | País      | Año              |
| ---------- | --------- | ---------------- |
| Monagas SC | Venezuela | 2015-Actualmente |

## Monagas Sport Club

### Torneo Apertura 2016
Esta debutando su carrera profesional con el Monagas SC. Y para el Torneo Apertura de 2016 continúa jugando con el Monagas SC hasta la actualidad.

## Estadísticas
- Última actualización el 1 de julio de 2016.

| Equipo     | Temporada | Liga             | Liga             | Copas nacionales | Copas nacionales | Copas internacionales | Copas internacionales | Total | Total |
| Equipo     | Temporada | PJ               | Goles            | PJ               | Goles            | PJ                    | Goles                 | PJ    | Goles |
| Venezuela  | Venezuela | Primera División | Primera División | Copa Venezuela   | Copa Venezuela   | CONMEBOL              | CONMEBOL              | PJ    | Goles |
| ---------- | --------- | ---------------- | ---------------- | ---------------- | ---------------- | --------------------- | --------------------- | ----- | ----- |
| Monagas SC | 2015      | 0                | 0                | 1                | 0                | 0                     | 0                     | 1     | 0     |
| Monagas SC | 2016      | 9                | 0                | 0                | 0                | 0                     | 0                     | 9     | 0     |
| Monagas SC | Total     | 9                | 0                | 1                | 0                | 0                     | 0                     | 10    | 0     |
| Total      | Total     | 9                | 0                | 1                | 0                | 0                     | 0                     | 10    | 0     |